# ノスフェラトゥ (2024年の映画)
『ノスフェラトゥ』（Nosferatu）は、2024年のアメリカ合衆国の超自然的ホラー映画。ブラム・ストーカーの怪奇小説『吸血鬼ドラキュラ』を非公式に映画化したF・W・ムルナウの『吸血鬼ノスフェラトゥ』のリメイク作品。監督・脚本はロバート・エガースが務め、ビル・スカルスガルド、ニコラス・ホルト、リリー＝ローズ・デップ、アーロン・テイラー＝ジョンソン、エマ・コリン、ラルフ・アイネソン、ウィレム・デフォーが出演している。2015年から企画が進められ、2023年2月から5月にかけてプラハのバランドフ撮影所などチェコ各地で撮影が行われた。2024年12月に公開され、批評家からは高い評価を得ており、興行収入は1億ドルを越えている。

## ストーリー
ある日、ドイツで暮らす少女エレンが孤独から逃れるために伴侶を求めて祈りを捧げたところ、ノスフェラトゥのオルロック伯爵と精神的に繋がってしまい、彼女は痙攣を引き起こしてしまう。
1838年。エレンは港町ヴィスブルクの不動産屋で働く青年トーマス・ハッターと結婚して夫婦生活を営んでいた。そんなある日、トーマスは雇用主であるクノックの指示で、オルロック伯爵がドイツで隠遁生活を送るための不動産取引を行うため、彼がいるトランシルヴァニアに向かうことになる。トーマスから話を聞いたエレンは、自身が見た悪夢を語り、不吉な予感を感じてヴィスブルクに留まるように訴えるが、トーマスは彼女を宥めるもののトランシルヴァニアに向かうことを止めようとはしなかった。彼は友人のフリードリヒ・ハーディング夫妻にエレンの世話を頼み、ヴィスブルクを旅立つ。トランシルヴァニアに到着したトーマスは、オルロック伯爵の居城に向かうためカルパチア山脈を目指すが、途中で一夜を過ごした小村の老婆からオルロック伯爵のもとを訪れないように警告される。その夜、彼はロマの集団が墓地に集まり、「吸血鬼」と噂される死体を掘り起こし、心臓に杭を打ち込み、その死体から血が噴き出す姿を目撃する。翌朝、トーマスが目を覚ますと村から人の姿が消えており、乗ってきた馬も姿を消していた。彼は徒歩でオルロック伯爵のもとに向かおうとするが、そこに無人で動く馬車が現れ、彼をオルロック伯爵の居城まで連れて行く。
オルロック伯爵と対面したトーマスは不動産契約を結ぼうとするが、彼の超常的な能力を目の当たりにして不安を覚える。オルロック伯爵はトーマスを欺いてエレンとの婚約を解消するための書類に署名させ、彼女の毛髪が入ったロケットペンダントを奪い取ってしまう。翌日、身体に噛み傷を発見したトーマスは体調を崩し、不安を感じて城から立ち去ろうとするがオルロック伯爵に拒否され、体調が回復するまで留まるように命令される。城に留まるトーマスだったが、次第に嚙み傷が増えていくことに不安を募らせて城からの脱出を試みるが、そこで棺の中で眠りにつくオルロック伯爵を発見する。彼はオルロック伯爵の身体にピッケルを打ち込もうとするが、目を覚ましたオルロック伯爵に反撃され、逃げようとして川に転落する。川岸に流れ着いたトーマスは東方正教会の修道女たちに保護され、オルロック伯爵の正体が悪魔と契約して吸血鬼となったソロモナリであることを告げられる。一方、オルロック伯爵は大量のネズミを詰め込んだ棺の中に入り、ヴィスブルク行きの船に乗り込み、航海の途中で船員たちを殺していく。
トーマスの不在中、オルロック伯爵に憑依されたエレンは痙攣と夢遊病に苦しめられ、彼女の身を案じたハーディングは医師のヴィルヘルム・ジーファースを呼ぶ。しかし、エレンの体調は回復せず、ジーファースは恩師であるフランツ教授に助けを求める。エレンを診断したフランツ教授は、彼女がノスフェラトゥの精神的支配下にあると判断するが、ハーディングたちは彼の診断に疑念を抱いていた。同じころ、精神に異常をきたしたクノックが精神病院に隔離され、彼の事務所を捜索したフランツ教授とジーファースは、クノックがノスフェラトゥの下僕であり、オルロック伯爵の正体がノスフェラトゥであることを突き止める。一方、ヴィスブルクに到着したオルロック伯爵は、ネズミを媒介にペストを蔓延させ、街を混乱に陥れる。そんな中、体力が回復したトーマスもヴィスブルクに戻ってくる。
精神病院を脱走したクノックはオルロック伯爵のもとに向かい、彼を売却予定だった屋敷に案内する。オルロック伯爵はエレンの夢の中に現れて彼女とトーマスの婚姻が無効になったことを告げ、3日以内に自分に服従することを要求し、逆らえばトーマスやハーディング一家を皆殺しにすると脅迫する。恐怖で目を覚ましたエレンは、ハーディングの妻アンナがネズミに襲われているところを発見する。妊娠中だったアンナは死産に追い込まれ、激怒したハーディングはノスフェラトゥの脅威を訴えるトーマスとエレンを屋敷から追い出してしまう。エレンの身を案じたトーマスは町から避難するように促すが、彼女はオルロック伯爵との関係をトーマスに告げ、オルロック伯爵に憑依された彼女はトーマスを挑発して性行為に及ぶ。その後、オルロック伯爵はアンナと彼女の娘クララとルイーズを殺し、動揺したハーディングはトーマスとエレンを責め立てるが、アンナたちの身体に嚙み傷があることを発見し、2人の言っていることが真実であることを受け入れる。トーマスたちはフランツ教授と共にオルロック伯爵を倒すことを計画するが、妻子を喪って悲観に暮れるハーディングは墓地に向かい妻子の遺体に寄り添い、ペストにかかり命を落とす。
フランツ教授はオルロック伯爵を倒す唯一の方法が「清純な乙女の自己犠牲」であることを語り、エレンは自分の命を犠牲にオルロック伯爵を倒すことを決意する。2人は共謀してトーマスを遠ざけることを計画し、フランツ教授はトーマス、ジーファースを連れてオルロック伯爵の屋敷に向かい、棺で眠っているオルロック伯爵を殺すが、棺で眠っていたのはオルロック伯爵ではなくクノックだったことが判明する。一方、自宅に残ったエレンはオルロック伯爵を呼び出し、彼への服従を誓い一夜を共にする。オルロック伯爵は夜を通してエレンの血を吸い続け、やがて朝日を浴びて命を落としてしまう。オルロック伯爵の屋敷から戻ってきたトーマスは死ぬ間際のエレンに想いを伝え、フランツ教授は彼女の自己犠牲によってノスフェラトゥの脅威から街が救われたことを告げる。

## キャスト
※括弧内は日本語吹替。
オルロック伯爵
演 - ビル・スカルスガルド（てらそままさき）
廃城で暮らす謎めいた貴族。正体は吸血鬼（ノスフェラトゥ）で、ドイツに移住するために同国内の不動産を探している。生前は黒魔術に傾倒していたが、悪魔の呪いで魂を死体に封じ込められたことでノスフェラトゥとなった。夜のみ活動可能で、朝日が登り、最初の鶏が鳴くまでに棺に戻らないといけない。
『吸血鬼ドラキュラ』におけるドラキュラ伯爵。
トーマス・ハッター
演 - ニコラス・ホルト（中村章吾）
ドイツの街ヴィスブルクに暮らす青年。クノックの経営する不動産屋で働いている。
『吸血鬼ドラキュラ』におけるジョナサン・ハーカー。
エレン・ハッター
演 - リリー＝ローズ・デップ（朝井彩加）
トーマスの妻。孤独な幼少期を過ごし、そのころに守護天使に救いを求める願いをしたことでノスフェラトゥと精神的に結ばれてしまい、オルロック伯爵に狙われるようになる。
『吸血鬼ドラキュラ』におけるミナ・ハーカー。
フリードリヒ・ハーディング
演 - アーロン・テイラー＝ジョンソン（小松史法）
アンナの夫で、ノスフェラトゥの存在に懐疑的な人物。
『吸血鬼ドラキュラ』におけるアーサー・ホルムウッド。
アルビン・エーバーハルト・フォン・フランツ教授
演 - ウィレム・デフォー（多田野曜平）
スイスの哲学者で、錬金術・神秘主義・オカルトに精通している。エレンとオルロック伯爵の精神的な結びつきを理解する唯一の人物。
『吸血鬼ドラキュラ』におけるヴァン・ヘルシング。
アンナ・ハーディング
演 - エマ・コリン（花村さやか）
フリードリヒの妻で、エレンの友人。
『吸血鬼ドラキュラ』におけるルーシー・ウェステンラ。
ヴィルヘルム・ジーヴァース医師
演 - ラルフ・アイネソン（山内健嗣）
ヴィスブルクの医師。ノスフェラトゥに悩まされるエレンの治療を請け負っている。
『吸血鬼ドラキュラ』におけるジョン・セワード。
クノック
演 - サイモン・マクバーニー（佐々木睦）
トーマスが働く不動産屋の主で、オルロック伯爵の使用人。オルロック伯爵との土地売買の交渉人としてトーマスを起用する。
『吸血鬼ドラキュラ』におけるレンフィールド。

## 製作

### 企画
2015年7月に『吸血鬼ノスフェラトゥ』のリメイク企画が発表され、ロバート・エガースが監督・脚本を務めることが明かされた。製作はスタジオ8が手掛け、ジェイ・ヴァン・ホイとラース・クヌードセンがプロデューサーとして参加することになった。ロバート・エガースにとっては『ウィッチ』に続く2本目の企画となり、これについて「私のような新人監督が『吸血鬼ノスフェラトゥ』のリメイクを手掛けるというのは、実に醜悪で冒涜的、うぬぼれが酷くて嫌な気分になります。本当は、もう少し待つつもりだったのですが、運命がそうさせてくれなかったんです」と語っている。その後、『ライトハウス』の公開を控えた時期にデン・オブ・ギークの取材に応じたロバート・エガースは、歴史的なホラー映画を21世紀の現代に再映画化するために多くの時間を費やしたものの、公開が実現するかは不透明な状態であることを明かしている。

### 脚本

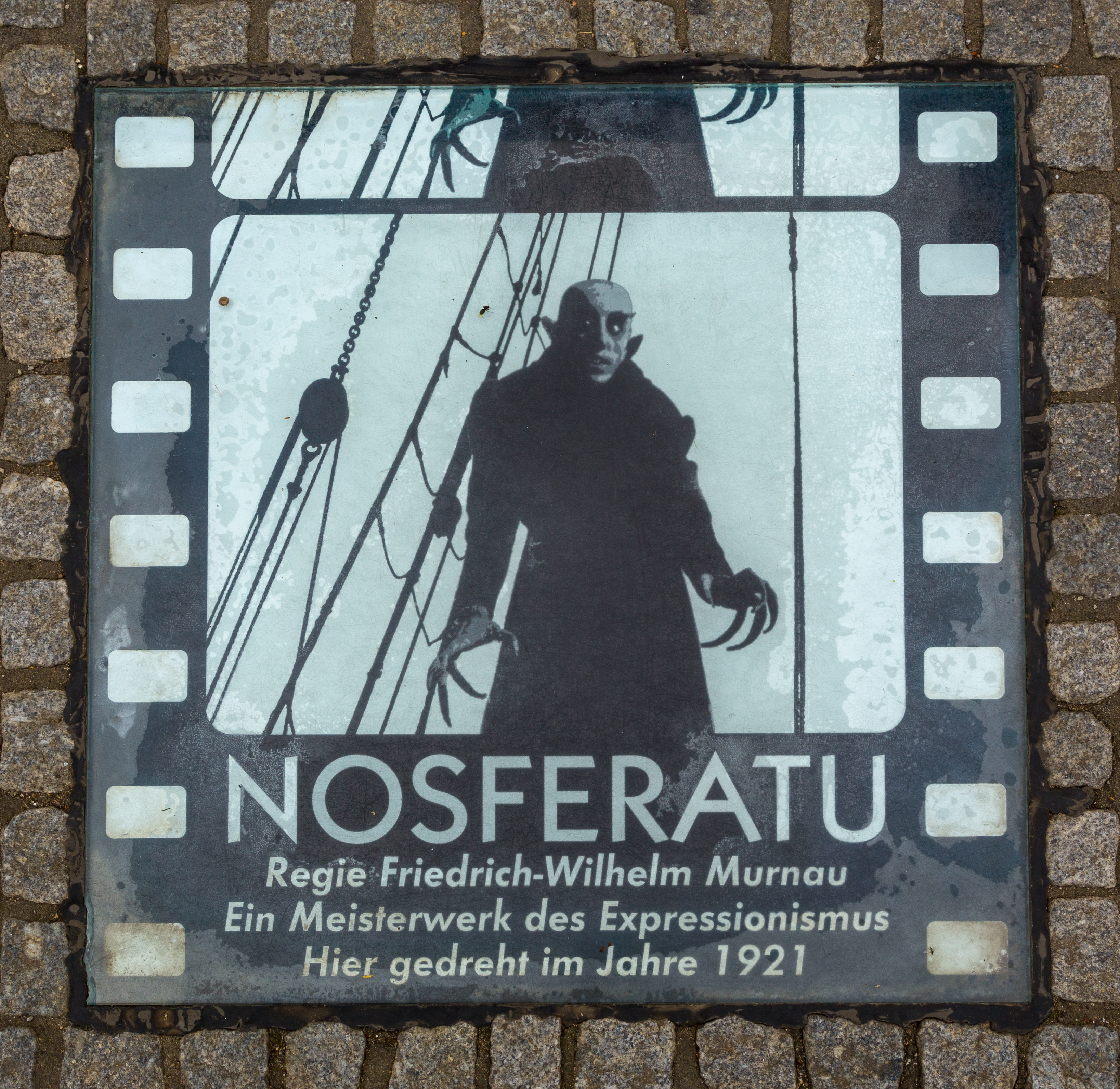
『吸血鬼ノスフェラトゥ』のオルロック伯爵

ロバート・エガースは脚本の執筆について、「吸血鬼とドラキュラは、私が長い時間をかけて考え、そして見つめ続けてきたんだ。10代のころから、モンタギュー・サマーズを始めとした多くの作家が書いた吸血鬼の本を読み漁っていたけど、『ノスフェラトゥ』の製作に携わるまでは、映画的な型に汚染され過ぎていたと思うよ。そうなると、今読んでいる本に映画的な表現を吹き込んでしまうことになるんだ。だから、脚本を書くためのリサーチをする時には、自分が持っている知識を意図的に忘れるように心掛ける必要があったんだ。そして、初期の吸血鬼についての文献を目にして、こう思ったんだ。彼らは血を飲まず、ただ人間を絞め殺すか、犯して殺すかのどちらかだけだと。本当に興味深いことだったよ」と語っている。また、オルロック伯爵のキャラクターはドラキュラ伯爵のモデルとなったヴラド・ツェペシュの逸話からインスピレーションを得ており、さらに古代ルーマニアの言語であるダキア語を話すキャラクターに設定されている。このほか、ヴィクトル・シェストレムの『霊魂の不滅』からも着想を得ており、ジャン＝マルタン・シャルコーのヒステリーについての研究文献も脚本執筆の参考にしている。ロバート・エガースは脚本の執筆に際し、これら以外にもアンジェイ・ズラウスキーの作品（『夜の第三部分』『悪魔』『ポゼッション』）から影響を受けたことを明かしている。

### キャスティング
2017年8月にアニャ・テイラー＝ジョイの出演が発表された。その後『ノスフェラトゥ』の企画について進展が見られない状況が続く中、2020年にデン・オブ・ギークの取材に応じたロバート・エガースは、彼女が現在も企画に携わっていることを明かしている。2022年3月にはハリー・スタイルズがトーマス・ハッター役で出演することが発表されたが、後に降板したことが報じられた。また、オルロック伯爵役にはダニエル・デイ＝ルイスやマッツ・ミケルセンなど複数の俳優が検討され、一時期はウィレム・デフォーが有力候補に挙がっていた。
2022年9月30日にビル・スカルスガルドがオルロック伯爵役として出演することが発表された。彼はオルロック伯爵役に起用される以前にトーマス・ハッター役のオファーを受けており、ハッター役のオーディションを受けていたという。同日には降板したアニャ・テイラー＝ジョイに代わりリリー＝ローズ・デップが出演することが発表され、10月10日にはニコラス・ホルトがトーマス・ハッター役を演じることが発表された。2023年1月に『吸血鬼ノスフェラトゥ』を題材にした『シャドウ・オブ・ヴァンパイア』でマックス・シュレック役を演じたウィレム・デフォーの出演が発表され、2月にはエマ・コリンの出演が発表された。同月下旬にはアーロン・テイラー＝ジョンソン、サイモン・マクバーニー、ラルフ・アイネソンの出演が発表され、このほかに5000匹のラットが撮影のために用意された。

### 撮影

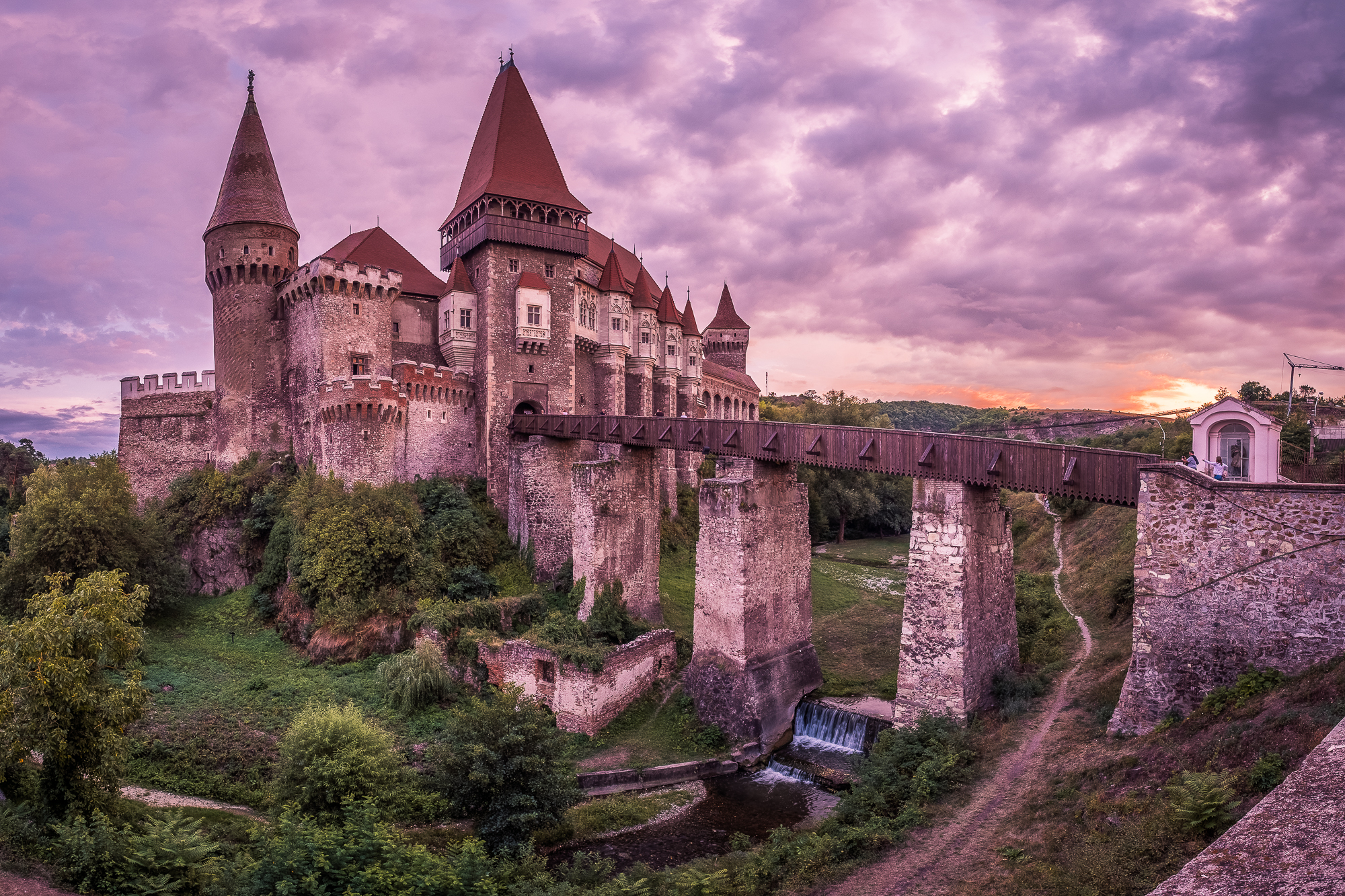
コルヴィン城。オルロック伯爵の居城として撮影された。

2023年2月20日からチェコで主要撮影が始まり、3月にはプラハのバランドフ撮影所でも撮影が行われた。同月末までにロジュミタール・ポト・トジェムシーネム城、ペルンシュテイン城、インヴァリドヴナで撮影が行われたほか、ルーマニアのコルヴィン城でも撮影された後、5月19日に撮影は終了した。撮影監督のジェアリン・ブラシュケは、映像について「19世紀のロマン主義を思わせる雰囲気」に仕上がっていると語っている。撮影の際には特注した小道具が使用されており、そのいくつかは撮影終了後に俳優たちが譲り受けている。ロバート・エガースは、エレン・フッターが身に着けていたロケットペンダントをリリー＝ローズ・デップに、オルロック伯爵が装着していた人工ペニスをニコラス・ホルトにそれぞれ譲っている。
オルロック伯爵役のビル・スカルスガルドは役作りのために大幅な減量を実施したほか、オペラ歌手のアスゲルズル・ユニスドッティルの指導を受けて声域を下げるトレーニングを行い、撮影の際には6時間かけて特殊メイクを施したという。これらの役作りに付いて、彼は「純粋な悪を呼び起こすかのようだった」と語っている。また、ニコラス・ホルトは狼に追いかけられるシーンを撮影する際、撮影のために用意された狼に襲われそうになり「本物の恐怖」を感じたという。

### 音楽
サウンドトラックの作曲はロビン・キャロランが手掛けており、作曲に際して典型的なホラー映画的な曲調から距離を置き、物語のメランコリーで悲劇的な要素に焦点を当てることを心掛けたという。
2024年9月に「Goodbye」「Increase thy Thunders」の2曲がリリースされた。また、サウンドトラック・アルバムは全43曲で構成され、セイクリッド・ボーンズ・レコーズとワックスワーク・レコーズからCDが発売された。

## 公開
2024年12月2日にベルリンのツォー・パラスト劇場でワールドプレミアが開催された後、アメリカでは同月25日からフォーカス・フィーチャーズ配給で公開が始まり、海外市場では2025年1月1日からユニバーサル・ピクチャーズ配給で公開が始まった。『ノスフェラトゥ』はIMAX・ドルビーシネマで上映されたほか、グローマンズ・チャイニーズ・シアターなど一部の劇場では35ミリフィルムでの特別上映も実施された。

## 評価

### 興行収入
アメリカ・カナダでは『名もなき者/A COMPLETE UNKNOWN』『Babygirl』『The Fire Inside』と同日公開され、公開5日間の興行収入は2992劇場の合計で2500万ドル程度を想定していた。その後、公開初日の興行収入が1155万ドル、公開2日目の興行収入が760万ドルを記録したことから、想定興行収入は4200万ドルに修正されている。最終的にオープニング週末興行収入は2170万ドル（公開5日間の興行収入は4080万ドル）を記録したことで、週末興行成績は『ソニック×シャドウ TOKYO MISSION』（6010万ドル）、『ライオン・キング:ムファサ』（3710万ドル）に次ぐ第3位にランクインした。

### 批評

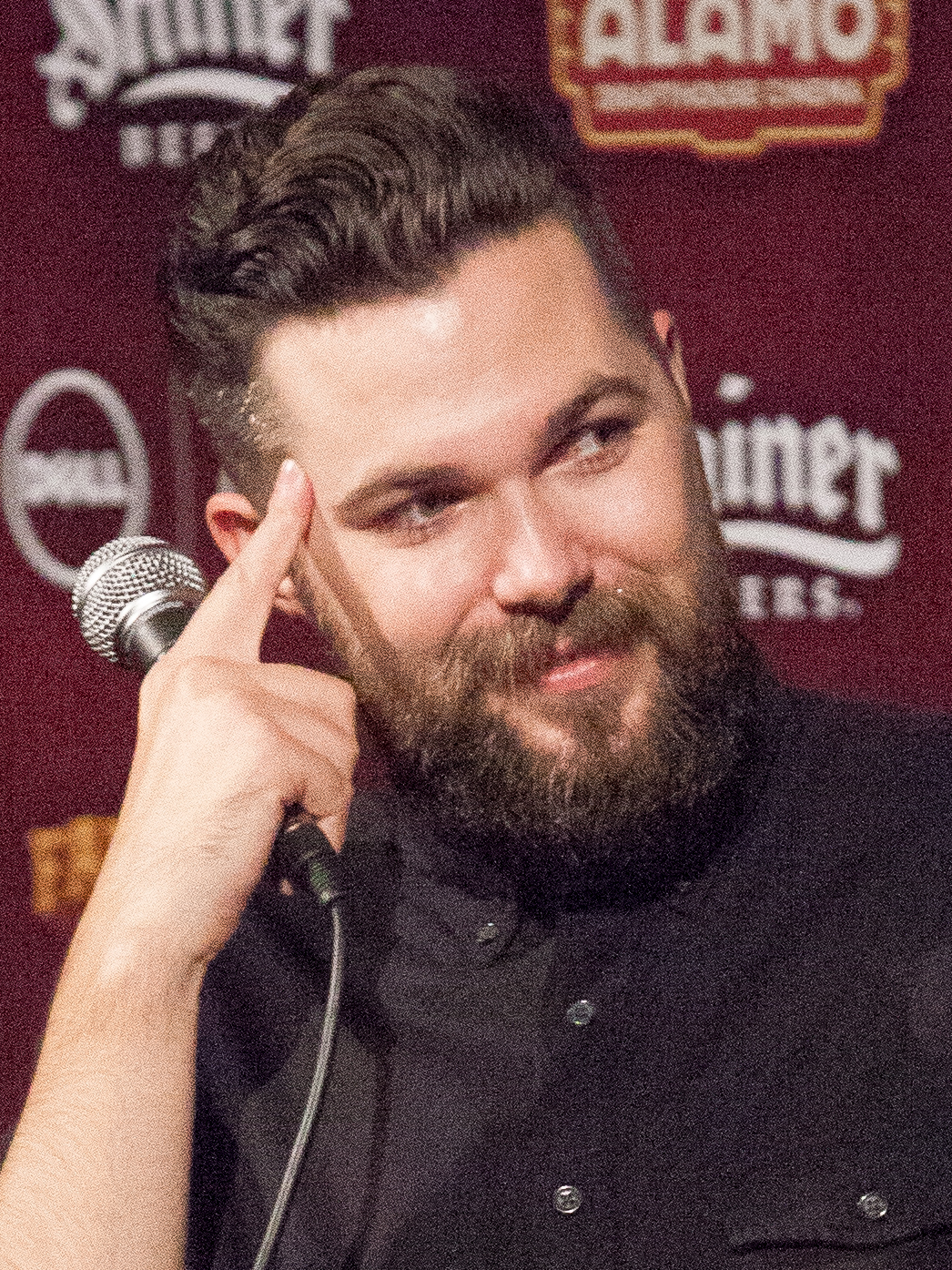
ロバート・エガース

Rotten Tomatoesには248件の批評が寄せられ支持率86パーセント、平均評価8.2/10となっており、批評家の一致した見解は「ロバート・エガース監督によって見事に構成された『ノスフェラトゥ』は、忌まわしさと魅惑的な部分が共存する大作ホラー映画である」となっている。また、Metacriticでは54件の批評が寄せられ78/100の評価となっており、CinemaScoreの評価は「B-」となっている。『ハリウッド・リポーター』のデヴィッド・ルーニーは演出・脚本・キャストの演技を絶賛し、「この映画は刺激的で忌まわしく、そして美しい。恐怖を生み出し、それを持続させる手法が巧みな映画を目にするのは非常に興奮させられる。喉元を握りしめて決して離そうとしない、まさに催眠術のように恐ろしい映画だ」と批評し、『インディワイア』のデヴィッド・アーリッヒも演出とリリー＝ローズ・デップの演技を絶賛し、「ロバート・エガースが手掛けた見事な脚色は、無意識の欲求によって引き裂かれる女性を演じたリリー＝ローズ・デップの驚くべき演技力に支えられている」と批評している。
『ノスフェラトゥ』は映画製作者からも高い評価を得ており、デヴィッド・ロウリーは「ロバートは悲哀に満ちたヴァンパイア映画を作り出したが、彼がこの映画をどれだけ歓喜の想いで作っていたかは想像に難くない」とコメントし、ショーン・ベイカーも「『ノスフェラトゥ』は、大スクリーンで鑑賞するべき映画だ。エガースの演出は素晴らしいもので、リリー＝ローズ・デップとニコラス・ホルトの演技は主演俳優賞に値する。素晴らしいカメラワークに音楽、美術、編集。まさに信じられないほど素晴らしい映画だ」と絶賛している。このほかにマギー・ベッツ、サバナ・リーフ、J・T・モルナー、ダニエル・シャイナート、ジュエル・テイラー、マルコム・ワシントンなどの映画製作者も『ノスフェラトゥ』を高く評価している。

### 受賞・ノミネート
| 映画賞                                             | 授賞日         | 部門                                                 | 対象 | 結果       | 出典          |
| -------------------------------------------------- | -------------- | ---------------------------------------------------- | --- | ---------- | ------------- |
| 第15回ハリウッド・ミュージック・イン・メディア賞   | 2024年11月20日 | ホラー映画部門作曲賞                                 | ロビン・キャロラン                                                                                                  | 受賞       | [ 57 ]        |
| 第96回ナショナル・ボード・オブ・レビュー賞         | 2024年12月4日  | 撮影功績賞                                           | ジェアリン・ブラシュケ                                                                                              | 受賞       | [ 58 ]        |
| 第8回アストラ映画賞                                | 2024年12月8日  | ホラー/スリラー映画賞                                | 『ノスフェラトゥ』                                                                                                  | ノミネート | [ 59 ]        |
| 第8回アストラ映画賞                                | 2024年12月8日  | ホラー/スリラー映画男優賞                            | ビル・スカルスガルド                                                                                                | ノミネート | [ 59 ]        |
| 第8回アストラ映画賞                                | 2024年12月8日  | 撮影賞                                               | ジェアリン・ブラシュケ                                                                                              | ノミネート | [ 59 ]        |
| 第8回アストラ映画賞                                | 2024年12月8日  | 衣装デザイン賞                                       | リンダ・ミューア | ノミネート | [ 59 ]        |
| 第8回アストラ映画賞                                | 2024年12月8日  | メイクアップ/ヘアスタイリング賞                      | 『ノスフェラトゥ』                                                                                                  | ノミネート | [ 59 ]        |
| 第8回アストラ映画賞                                | 2024年12月8日  | 美術賞                                               | クレイグ・ラスロップ                                                                                                | ノミネート | [ 59 ]        |
| 第23回ワシントンD.C.映画批評家協会賞               | 2024年12月8日  | 撮影賞                                               | ジェアリン・ブラシュケ                                                                                              | 受賞       | [ 60 ]        |
| 第23回ワシントンD.C.映画批評家協会賞               | 2024年12月8日  | 作曲賞                                               | ロビン・キャロラン                                                                                                  | ノミネート | [ 60 ]        |
| 第23回ワシントンD.C.映画批評家協会賞               | 2024年12月8日  | 美術賞                                               | クレイグ・ラスロップ ベアトリス・ブレントネロヴァ                                                                   | ノミネート | [ 60 ]        |
| 第29回サンディエゴ映画批評家協会賞                 | 2024年12月9日  | 撮影賞                                               | ジェアリン・ブラシュケ                                                                                              | 受賞       | [ 61 ]        |
| 第29回サンディエゴ映画批評家協会賞                 | 2024年12月9日  | 美術賞                                               | クレイグ・ラスロップ ベアトリス・ブレントネロヴァ                                                                   | ノミネート | [ 61 ]        |
| 第29回サンディエゴ映画批評家協会賞                 | 2024年12月9日  | 視覚効果賞                                           | 『ノスフェラトゥ』                                                                                                  | ノミネート | [ 61 ]        |
| 第37回シカゴ映画批評家協会賞                       | 2024年12月9日  | 脚色賞                                               | ロバート・エガース                                                                                                  | ノミネート | [ 62 ]        |
| 第37回シカゴ映画批評家協会賞                       | 2024年12月9日  | 撮影賞                                               | ジェアリン・ブラシュケ                                                                                              | ノミネート | [ 62 ]        |
| 第37回シカゴ映画批評家協会賞                       | 2024年12月9日  | 作曲賞                                               | ロビン・キャロラン                                                                                                  | ノミネート | [ 62 ]        |
| 第37回シカゴ映画批評家協会賞                       | 2024年12月9日  | 衣装デザイン賞                                       | リンダ・ミューア | ノミネート | [ 62 ]        |
| 第37回シカゴ映画批評家協会賞                       | 2024年12月9日  | 美術賞                                               | 『ノスフェラトゥ』                                                                                                  | 受賞       | [ 62 ]        |
| 第21回セントルイス映画批評家協会賞                 | 2024年12月15日 | ホラー映画賞                                         | 『ノスフェラトゥ』                                                                                                  | 受賞       | [ 63 ]        |
| 第21回セントルイス映画批評家協会賞                 | 2024年12月15日 | 撮影賞                                               | ジェアリン・ブラシュケ                                                                                              | 受賞       | [ 63 ]        |
| 第21回セントルイス映画批評家協会賞                 | 2024年12月15日 | 衣装デザイン賞                                       | リンダ・ミューア | 次点       | [ 63 ]        |
| 第21回セントルイス映画批評家協会賞                 | 2024年12月15日 | 美術賞                                               | クレイグ・ラスロップ ベアトリス・ブレントネロヴァ                                                                   | 受賞       | [ 63 ]        |
| 第21回セントルイス映画批評家協会賞                 | 2024年12月15日 | 視覚効果賞                                           | 『ノスフェラトゥ』                                                                                                  | ノミネート | [ 63 ]        |
| 第23回サンフランシスコ・ベイエリア映画批評家協会賞 | 2024年12月15日 | 撮影賞                                               | ジェアリン・ブラシュケ                                                                                              | ノミネート | [ 64 ]        |
| 第23回サンフランシスコ・ベイエリア映画批評家協会賞 | 2024年12月15日 | 美術賞                                               | クレイグ・ラスロップ                                                                                                | ノミネート | [ 64 ]        |
| 第33回サウスイースタン映画批評家協会賞             | 2024年12月16日 | 撮影賞                                               | ジェアリン・ブラシュケ                                                                                              | 次点       | [ 65 ]        |
| 第24回ニューヨーク映画批評家オンライン賞           | 2024年12月16日 | 撮影賞                                               | ジェアリン・ブラシュケ                                                                                              | ノミネート | [ 66 ]        |
| 2024シアトル映画批評家協会賞                       | 2024年12月16日 | 撮影賞                                               | ジェアリン・ブラシュケ                                                                                              | ノミネート | [ 67 ]        |
| 2024シアトル映画批評家協会賞                       | 2024年12月16日 | 衣装デザイン賞                                       | リンダ・ミューア | ノミネート | [ 67 ]        |
| 2024シアトル映画批評家協会賞                       | 2024年12月16日 | 悪役賞                                               | オルロック伯爵（ビル・スカルスガルド）                                                                              | ノミネート | [ 67 ]        |
| 第20回オースティン映画批評家協会賞                 | 2025年1月6日   | 作品賞                                               | 『ノスフェラトゥ』                                                                                                  | ノミネート | [ 68 ]        |
| 第20回オースティン映画批評家協会賞                 | 2025年1月6日   | 撮影賞                                               | ジェアリン・ブラシュケ                                                                                              | ノミネート | [ 68 ]        |
| 第20回オースティン映画批評家協会賞                 | 2025年1月6日   | 作曲賞                                               | ロビン・キャロラン                                                                                                  | ノミネート | [ 68 ]        |
| 第23回ユタ映画批評家協会賞                         | 2025年1月11日  | ヴィンス・マーティンSF/ファンタジー/ホラー映画演技賞 | ビル・スカルスガルド                                                                                                | ノミネート | [ 69 ]        |
| 第23回ユタ映画批評家協会賞                         | 2025年1月11日  | ヴィンス・マーティンSF/ファンタジー/ホラー映画演技賞 | リリー＝ローズ・デップ                                                                                              | ノミネート | [ 69 ]        |
| 第23回ユタ映画批評家協会賞                         | 2025年1月11日  | 撮影賞                                               | ジェアリン・ブラシュケ                                                                                              | 次点       | [ 69 ]        |
| 第23回ユタ映画批評家協会賞                         | 2025年1月11日  | 作曲賞                                               | ロビン・キャロラン                                                                                                  | 次点       | [ 69 ]        |
| 第23回ユタ映画批評家協会賞                         | 2025年1月11日  | 視覚効果賞                                           | 『ノスフェラトゥ』                                                                                                  | ノミネート | [ 69 ]        |
| 第29回サテライト賞                                 | 2025年1月26日  | ドラマ部門主演女優賞                                 | リリー＝ローズ・デップ                                                                                              | ノミネート | [ 70 ] [ 71 ] |
| 第29回サテライト賞                                 | 2025年1月26日  | 撮影賞                                               | ジェアリン・ブラシュケ                                                                                              | ノミネート | [ 70 ] [ 71 ] |
| 第29回サテライト賞                                 | 2025年1月26日  | 衣装デザイン賞                                       | リンダ・ミューア | ノミネート | [ 70 ] [ 71 ] |
| 第29回サテライト賞                                 | 2025年1月26日  | 美術賞                                               | クレイグ・ラスロップ ベアトリス・ブレントネロヴァ                                                                   | ノミネート | [ 70 ] [ 71 ] |
| 第29回サテライト賞                                 | 2025年1月26日  | アンサンブル賞                                       | 『ノスフェラトゥ』                                                                                                  | 受賞       | [ 70 ] [ 71 ] |
| 第28回オンライン映画批評家協会賞                   | 2025年1月27日  | 作品賞                                               | 『ノスフェラトゥ』                                                                                                  | ノミネート | [ 72 ]        |
| 第28回オンライン映画批評家協会賞                   | 2025年1月27日  | 脚色賞                                               | ロバート・エガース                                                                                                  | ノミネート | [ 72 ]        |
| 第28回オンライン映画批評家協会賞                   | 2025年1月27日  | 撮影賞                                               | ジェアリン・ブラシュケ                                                                                              | ノミネート | [ 72 ]        |
| 第28回オンライン映画批評家協会賞                   | 2025年1月27日  | 衣装デザイン賞                                       | リンダ・ミューア | ノミネート | [ 72 ]        |
| 第28回オンライン映画批評家協会賞                   | 2025年1月27日  | 美術賞                                               | クレイグ・ラスロップ                                                                                                | ノミネート | [ 72 ]        |
| 第45回ロンドン映画批評家協会賞                     | 2025年2月2日   | 作品賞                                               | 『ノスフェラトゥ』                                                                                                  | ノミネート | [ 73 ]        |
| 第45回ロンドン映画批評家協会賞                     | 2025年2月2日   | ブリティッシュ/アイリッシュ演技賞（ボディワーク）    | ニコラス・ホルト | ノミネート | [ 73 ]        |
| 第45回ロンドン映画批評家協会賞                     | 2025年2月2日   | 技術功績賞                                           | ジェアリン・ブラシュケ                                                                                              | ノミネート | [ 73 ]        |
| 第27回衣装デザイナー組合賞                         | 2025年2月6日   | 歴史映画賞                                           | リンダ・ミューア | 受賞       | [ 74 ]        |
| 第5回全米セットデコレーター協会賞                  | 2025年2月7日   | 歴史映画装飾/デザイン賞                              | クレイグ・ラスロップ ベアトリス・ブレントネロヴァ                                                                   | ノミネート | [ 75 ]        |
| 第30回クリティクス・チョイス・アワード             | 2025年2月7日   | 撮影賞                                               | ジェアリン・ブラシュケ                                                                                              | 受賞       | [ 76 ] [ 77 ] |
| 第30回クリティクス・チョイス・アワード             | 2025年2月7日   | 衣装デザイン賞                                       | リンダ・ミューア | ノミネート | [ 76 ] [ 77 ] |
| 第30回クリティクス・チョイス・アワード             | 2025年2月7日   | 美術賞                                               | クレイグ・ラスロップ                                                                                                | ノミネート | [ 76 ] [ 77 ] |
| 第30回クリティクス・チョイス・アワード             | 2025年2月7日   | ヘア&メイクアップ賞                                  | トレイシー・ローダー スザンヌ・ストークス＝マントン デヴィッド・ホワイト                                            | ノミネート | [ 76 ] [ 77 ] |
| 第23回視覚効果協会賞                               | 2025年2月11日  | 長編映画部門補助視覚効果賞                           | アンジェラ・バーソン リサ・レニー デヴィッド・スコット デイヴ・クック パーヴェル・サグネル                          | ノミネート | [ 78 ]        |
| 第6回作曲・作詞家協会賞                            | 2025年2月12日  | デヴィッド・ラクシン有望タレント賞                   | ロビン・キャロラン                                                                                                  | ノミネート | [ 79 ]        |
| 第29回美術監督組合賞                               | 2025年2月15日  | 歴史映画美術賞                                       | クレイグ・ラスロップ                                                                                                | 受賞       | [ 80 ]        |
| 第78回英国アカデミー賞                             | 2025年2月16日  | 撮影賞                                               | ジェアリン・ブラシュケ                                                                                              | ノミネート | [ 81 ]        |
| 第78回英国アカデミー賞                             | 2025年2月16日  | 衣装デザイン賞                                       | 『ノスフェラトゥ』                                                                                                  | ノミネート | [ 81 ]        |
| 第78回英国アカデミー賞                             | 2025年2月16日  | メイクアップ&ヘア賞                                  | デービッド・ホワイト トレイシー・ローダー スザンヌ・ストークス＝マントン                                            | ノミネート | [ 81 ]        |
| 第78回英国アカデミー賞                             | 2025年2月16日  | 作曲賞                                               | ロビン・キャロラン                                                                                                  | ノミネート | [ 81 ]        |
| 第78回英国アカデミー賞                             | 2025年2月16日  | プロダクションデザイン賞                             | クレイグ・ラスロップ                                                                                                | ノミネート | [ 81 ]        |
| 第72回ゴールデン・リール賞                         | 2025年2月23日  | 音響効果・フォーリー部門音響編集賞                   | ダミアン・ヴォルペ マイケル・フェンタム サミール・フォコ マリウシュ・グラビンスキー ヘイッキ・コシ ジョエル・ラーベ | ノミネート | [ 82 ]        |
| 第39回全米撮影監督協会賞                           | 2025年2月23日  | 撮影賞                                               | ジェアリン・ブラシュケ                                                                                              | ノミネート | [ 83 ]        |
| 国際映画音楽批評家協会賞                           | 2025年2月27日  | ホラー/スリラー映画作曲賞                            | ロビン・キャロラン                                                                                                  | 受賞       | [ 84 ]        |
| 第97回アカデミー賞                                 | 2025年3月2日   | 撮影賞                                               | ジェアリン・ブラシュケ                                                                                              | ノミネート | [ 85 ]        |
| 第97回アカデミー賞                                 | 2025年3月2日   | 衣裳デザイン賞                                       | リンダ・ミューア | ノミネート | [ 85 ]        |
| 第97回アカデミー賞                                 | 2025年3月2日   | 美術賞                                               | クレイグ・ラスロップ                                                                                                | ノミネート | [ 85 ]        |
| 第97回アカデミー賞                                 | 2025年3月2日   | メイクアップ&ヘアスタイリング賞                      | デービッド・ホワイト トレイシー・ローダー スザンヌ・ストークス＝マントン                                            | ノミネート | [ 85 ]        |
| ゴールデン・トレーラー賞                           | 2025年5月29日  | 作曲賞                                               | フォーカス・フィーチャーズ ワイルド・カード・クリエイティブ・グループ 「Devourance H」                              | ノミネート | [ 86 ] [ 87 ] |
| ゴールデン・トレーラー賞                           | 2025年5月29日  | 長編映画部門ホラーTVスポット賞                       | フォーカス・フィーチャーズ セイスミック・プロダクション 「Masterpiece of Horror」                                   | ノミネート | [ 86 ] [ 87 ] |
| ゴールデン・トレーラー賞                           | 2025年5月29日  | 長編映画部門ホラーTVスポット賞                       | フォーカス・フィーチャーズ AVスクアッド 「Little Dream」                                                            | ノミネート | [ 86 ] [ 87 ] |
| ゴールデン・トレーラー賞                           | 2025年5月29日  | 長編映画部門ホラー/スリラー・トレーラーバイト賞      | フォーカス・フィーチャーズ グランドサン 「One by One」                                                              | ノミネート | [ 86 ] [ 87 ] |
| ゴールデン・トレーラー賞                           | 2025年5月29日  | 長編映画部門ヴァイラル・キャンペーン賞               | フォーカス・フィーチャーズ ボンド 「TV Campaign」                                                                   | ノミネート | [ 86 ] [ 87 ] |
| ブラム・ストーカー賞                               | 2025年6月14日  | 脚本賞                                               | ロバート・エガース ヘンリック・ガレーン ブラム・ストーカー                                                          | ノミネート | [ 88 ]        |
| 第5回クリティクス・チョイス・スーパー・アワード    | 2025年8月7日   | ホラー映画賞                                         | 『ノスフェラトゥ』                                                                                                  | ノミネート | [ 89 ]        |
| 第5回クリティクス・チョイス・スーパー・アワード    | 2025年8月7日   | ホラー映画男優賞                                     | ビル・スカルスガルド                                                                                                | ノミネート | [ 89 ]        |
| 第5回クリティクス・チョイス・スーパー・アワード    | 2025年8月7日   | ホラー映画女優賞                                     | リリー＝ローズ・デップ                                                                                              | ノミネート | [ 89 ]        |